# Добронравов, Аркадий Павлович
Аркадий Павлович Добронравов (1868 — 20 апреля 1933) — протоиерей Русской церкви, скончался в заключении. В 2007 году Священного Синода причислен к лику новомучеников и исповедников российских как священномученик.

## Биография
Аркадий Добронравов родился в 1868 году в селе Устье Ядринского уезда Казанской губернии (ныне Аликовский район Чувашии) в семье диакона Павла Добронравова. Окончив в 1889 году Казанскую духовную семинарию, Аркадий начал служить в селе Пичкасы Спасского уезда. За радение при строительстве нового здания церкви отец Аркадий в 1893 году был удостоен благодарности Священного синода, в 1894 году награждён набедренником.
В 1896 году его перевели в храм Казанской Божией Матери города Цивильска. Получил благодарность от совета училища Казанской епархии за усердную работу в церковно-приходской школе. В 1898 году отец Аркадий за участие в работе Красного Креста во время русско-японской войны награждён серебряной медалью на двойной Александровской ленте. В 1909 году награждён камилавкой. В 1912 году награждён орденом Святой Анны 3 степени, возведён в сан протоиерея.
В 1925 году его временно отстранили от работы. Епископ Алатырьский Герман (Кокель) просил разрешения властей избрать отца Александра в Совет епархии.
30 апреля 1931 года протоиерей Аркадий был обвинён в антисоветской агитации (противодействовал закрытию церквей). 8 мая 1931 года тюремный доктор написал акт о здоровье отца Аркадия, отметив, что Добронравов страдает болезнью сердца, потому ему противопоказаны долгие пешие переходы. 10 июня 1931 года, обвинив в антисоветской агитации, его на 5 лет отправили отбывать наказание в мордовские лагеря.
Скончался в заключении 20 апреля 1933 года.

## Почитание
27 декабря 2007 года решением Священного Синода Аркадий Добронравов канонизирован в лике новомучеников и исповедников российских.